# Huenia heraldica
Huenia heraldica is een krabbensoort uit de familie van de Epialtidae. De wetenschappelijke naam van de soort is voor het eerst geldig gepubliceerd in 1837 door De Haan.